# 圣伊莱尔德沙莱翁
圣伊莱尔德沙莱翁（法語：Saint-Hilaire-de-Chaléons，法語發音：[sɛ̃.t‿ilɛʁ də ʃaleɔ̃] ⓘ）是法国大西洋卢瓦尔省的一个市镇，位于该省西南部，属于圣纳泽尔区。

## 地理
圣伊莱尔德沙莱翁（47°6'11"N, 1°51'54"W）面积34.98 平方千米，位于法国卢瓦尔河地区大区大西洋卢瓦尔省，该省份为法国西北部沿海省份，位于布列塔尼半岛东南部，北起伊勒-维莱讷省，西北接莫尔比昂省，西临大西洋，南至旺代省，东临曼恩-卢瓦尔省。
与圣伊莱尔德沙莱翁接壤的市镇（或旧市镇、城区）包括：雷地区绍姆、雷地区新城、波尔尼克、圣佩尔港、鲁昂斯、圣帕扎娜。

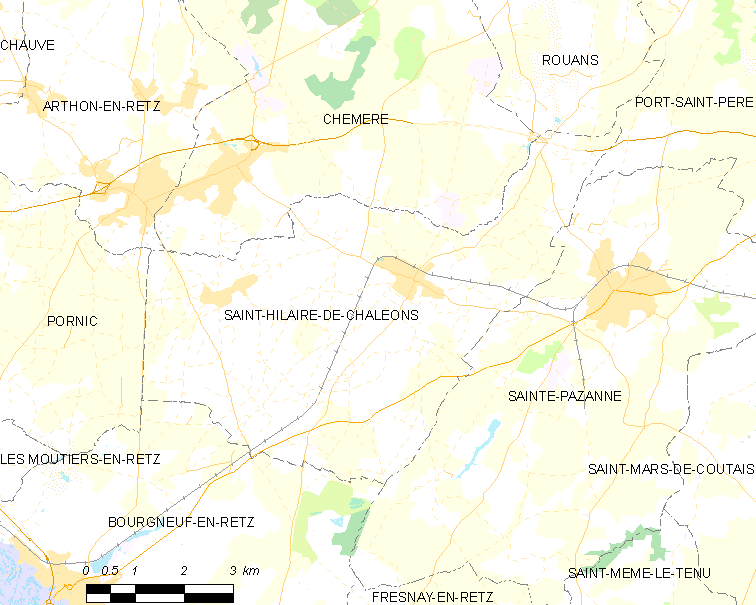
圣伊莱尔德沙莱翁的OSM定位图

圣伊莱尔德沙莱翁的时区为UTC+01:00、UTC+02:00（夏令时）。

## 行政
圣伊莱尔德沙莱翁的邮政编码为44680，INSEE市镇编码为44164。

## 政治
圣伊莱尔德沙莱翁所属的省级选区为马什库勒-圣梅姆县。

## 人口

1962-2008年间圣伊莱尔德沙莱翁人口变化图示

圣伊莱尔德沙莱翁于2022年1月1日时的人口数量为2376人。